# علاج بالفلورايد
العلاج بالفلورايد هو وصول الفلورايد إلى الأسنان، موضعياً أو نظامياً، لحمايتها من تسوس الأسنان (التجويفات). العلاج بالفلورايد يصلح الأسنان بدلاً من أن يمنع وصول التلف إليها، مسبباً وصول المعدن فلوروأباتيت للمساهمة في تركيب السن التالف.
فلوروأباتيت هو ليس مكون طبيعي من مكونات السن البشري، رغم أنه موجود في أسنان أسماك القرش. المعدن الأساسي الموجود في الأسنان البشرية هو هيدروكسي أباتيت، بدلاً من فلوروأباتيت المصنّع بوجود الفلور. حتى من دون الفلورايد، السن يعاني من تباين متزايد ومتناقص في محتوى المعادن، اعتماداً على كيفية حموضيّة أو قاعديّة الفم، واعتماداً على تركيز المواد المختلفة في الفم. الفلورايد يسّهل ويعدل إرجاع المحتوى المعدني إلى السن، ويمنع تكسر الأسنان بواسطة الحمض اللاكتيكي وما ينتجه من بكتيريا. الهدف من تنظيف الأسنان بالفرشاة هو: لإزالة طبقة البلاك ميكانيكياً, و لوضع الفلورايد على سطح السن وتعزيز إعادة المعادن مع الفلوروأباتيت.
في العلاج الموضعي بالفلورايد، الفلورايد يوضع مباشرة على سطح السن، والطريقة الأكثر شيوعاً لوضعه هو معجون أسنان الفلورايد. الطرق الأخرى للعلاج بالفلورايد تتضمن غسول الفم المتفلور، حبوب الدواء المحلاة، المواد الهلامية، الرغوة, و الطلاء.
في العلاج النظامي بالفلورايد، يتم بلع الفلورايد كمادة مضافة إلى الماء، الملح, أو الحليب، أو كمكون من حبوب الدواء. و بما أن مياه الشرب متفلورة، فالطرق العلاجية الأخرى لا ينصح بها.

## الفوائد
التفلور مقبول عالمياً من قبل أطباء الأسنان وخبراء الصحة الأخرين كونه مفيد في منع تلف الأسنان. المركز الأمريكي للتحكم بالأمراض صنف شرب المياه المتفلورة كواحدة من «أفضل عشر إنجازات صحية عامة في القرن العشرين.» لذلك فمن المفهوم أن العلاج بالفلورايد سوف يتم ممارسته بكثرة وفي جميع المجالات. العديد من أنواع العلاج بالفلورايد معروفه، بدءاً من استخدام معجون الأسنان البيتيّ الغني بالفلورايد إلى الفلورايد الموضوع عملياً في عيادات الأسنان, إلى إضافة الفلور تحت الإشراف إلى المياه أو المواد المهضومة كالملح. العلاج البيتي يمكن أن يستخدم دون وصفة طبية أو بوصفة من الطبيب. العلاج بالفلورايد، سواء كان بوصفة أو دون، مقسم حسب الاستخدام- معاجين الأسنان، غسول الفم، مادة هلامية/رغوة، طلاء, الغذاء المحتوي على الفلورايد، والمياه المتفلورة.

## الآلية
الفلورايد يقلل من تلف طبقة المينا عن طريق تكوين الفلوروأباتيت ومساهمته في مينا الأسنان. أيونات الفلور تقلل من سرعة إزالة المعادن من طبقة المينا وتزيد من سرعة إعادة المعادن إلى السن في المراحل المبكرة للتسوس. الفلور يقوم بهذه التأثيرات عن طريق دورة إزالة وإعادة المعادن إلى السن. إعادة المعادن تحدث عندما يكون الفلور في تجويف الفم. و بعد أن يتم بلع الفلور يصبح تأثيره أقل.
هنالك ثلاث تفاعلات مبدئية تتضمن أيون الفلور لإعادة التمعدن:
- الاستبدال الأيزو أيوني بين الفلور والهيدروكسيد في الأباتيت:

Ca10(PO4)6(OH)2 + 2F− → Ca10(PO4)6F2 + 2OH−
- النمو الكريستالي للفلورو أباتيت من محلول فوق الإشباع:

10 Ca2+ + 6PO43− + 2F− → Ca10(PO4)6F2
- ذوبان الأباتيت مع تكون الفلورو كلورايد:

Ca10(PO4)6(OH)2 + 20F− → 10 CaF2 + 6PO43− + 2OH−
الاستبدال الأيزو أيوني بين الفلور والهيدروكسيد في الأباتيت والنمو الكريستالي للفلورو أباتيت من محلول فوق الإشباع تفاعلان قادران على الحدوث أثناء التعرض إلى كمية قليلة من الفلور (0.01-10 جزء من المليون فلور) لفترات طويلة من الزمن. أمّا تفاعل ذوبان الأباتيت مع تكون الفلورو كلورايد يحدث أثناء التعرض إلى كميات كبيرة من الفلور (100-10.000 جزء من المليون فلور) و بشرط إضافة الفلوروكلورايد أو محلول يحتوي عليه.
تأثير الفلورايد على الأحياء الدقيقة الموجودة في الفم لا يعتبر كدور مهم ضد التسوس. العديد من الدراسات على الخلايا البكتيرية في المختبرات أظهرت أن الفلور له تأثيرات عديدة عليهم كعامل مضاد لهم. و هذه التأثيرات تتطلب تركيز من الفلورايد قدره 10 أجزاء من المليون فلور على الأقل، وهذا يحدث في الفم باختصار عند استخدام المنتجات المحتوية على الفلور. هنالك دراسة اهتمت بتأثير الفلور على الأحياء الدقيقة الموجودة في الفم واستنتجت أن الفلور لا يتفاعل كمادة مضادة فحسب، بل أيضاً يقلل التصاق البكتيريا على السن مع تقليل إزالة المعادن منه. يجب عمل المزيد من البحوث للتأكد من هذه الدراسات.
الفلورايد يمكن أن يحصل عليه عن الطريق العديد من الطرق الكيميائية (صوديوم فلورايد، ستانوس فلورايد، أمينوفلورايد, مونو فلورو فوسفيت، والعديد.) الاختلافات في الأداء بينهم أظهرت تنوعاً أقل من تأثيرهم على سلوك الأفراد الذي يظهر عند تنظيف الأسنان، استخدام منتجات الفلورايد، وما بعد استخدامهم. بالعادة الصيغة الكيميائية للفلورايد يتم الحصول عليها عندما تنسجم مع العناصر الأخرى التي يتم خلطها معها، السعر, و هكذا.
كل طرق التفلور توفّر تركيز قليل لأيونات الفلور في اللعاب، وبذلك تؤثر موضعياً على سائل البلاك. الفلورايد لا يمنع تسوس الأسنان لكنه يحدد سرعة تطوره، ولذلك التعرض المستمر له خلال اليوم يعطي فاعلية أكثر. كلما كان الاستعمال محدداً كلما كان دور الفلورايد في منع التسوس مفيد أكثر.

## الوصول

### علاج المياه بالفلورايد
علاج المياه بالفلور هو إضافة الفلورايد بكمية محكمة إلى مصدر المياه العام للتقليل من تلف الأسنان. بدأ استخدامها في الولايات المتحدة بداية من 1940, و من ثم دراسات الأطفال في المناطق حيث المياه تكون مفلورة طبيعياً. والآن يتم استخدامها من قبل ثلثي سكان الولايات المتحدة في أنظمة المياه, و قرابة 5.7% من سكان العالم. رغم أن أفضل دليل متوفر لا يظهر رابط مع أثار عكسية عدا عن التلفور، أغلب الأثار تكون معتدلة, المياه المتفلورة لا زالت مثيرة للجدل لأسباب أخلاقية، أمنية, و فعالية ومعارضة تفلور المياه موجودة على الرغم من دعمها من قبل منظمات الصحة العامة.

### معجون الأسنان
معظم معاجين الأسنان اليوم تحتوي على نسبة فلورايد ما بين 0.22 (1000 جزء من المليون) إلى 0.312 (1450 جزء من المليون), بالعادة على شكل صوديوم فلورايد أو صوديوم مونو فلورو فوسفيت 100 جرام من معجون الأسنان يحتوي 0.76 جرام بما يعادل 0.1 جرام من الفلورايد.
الوصفة الطبية لمعاجين أسنان الفلورايد تحتوي بشكل عام على 1.1% (5.000 جزء من المليون) صوديوم فلورايد. و هذا النوع من معاجين الأسنان يستخدم بنفس الطريقة كالمعجون العادي. من المثبت أن 1.1% من صوديوم فلورايد هو آمن وفعال في منع التسوس. معجون الأسنان الموصوف طبياً يستخدم ثلاث مرات يومياً بدلاً من معجون الأسنان العادي.

### غسول الفم
المركب المحتوي على الفلورايد والأكثر شيوعاً هو صوديوم فلورايد. محاليل الصوديوم فلورايد بنسبة 0.05 دون وصفة طبية للاستعمال اليومي موجودة للاستخدام. الفلورايد بهذا التركيز غير قوي كفاية للأشخاص الأكثر عرضة للتسوس.
الغسول الموصوف طبياً يكون أكثر فاعليةً للأشخاص المعرضين للتسوس، لكن بالعادة يكون باطل للأطفال، وخصوصاً في الأماكن التي تشرب فيها المياه المتفلورة. ومع ذلك، في الأماكن التي لا تستخدم فيها المياه المتفلورة، هذه المنتجات توصف بعض الأحيان للأطفال.

### المواد الهلامية/الرغوة
تستخدم المواد الهلامية والرغوة من قبل الأشخاص الأكثر عرضةً للتسوس، مرضى التقويم، المرضى الذين يتعرضون لإشعاعات الرأس والرقبة، المرضى الذين يعانون من تركيز لعاب منخفض، والأطفال الذين يجب أن تكون أضراسهم الدائمة مغلفة لكن لا يمكن ذلك.
المادة الهلامية أو الرغوة يتم استعمالها من خلال صينية الفم، والتي تحتوي على هذا المنتج. هذه الصينية تحمل في الفم عند القضم. هذه الطريقة تأخذ تقريباً أربع دقائق، والمرضى يجب أن لا يغسلوا فمهم أو يأكلوا أو يدخنوا أو يشربوا لمدة 30 دقيقة على الأقل بعد التطبيق.
بعض المواد الهلامية مصنوعة للاستخدام البيتي، وتستخدم بطريقة مشابهة لمعاجين الأسنان. تركيز الفلورايد في هذه المواد الهلامية أقل بكثير من المنتجات الأخرى.
الطبعة لأسنان المريض يمكن أن تتم من قبل طبيب الأسنان، الذي يستخدم تلك الطبعة لعمل صينية تناسب الفم وتوضع فوق أسنان المريض. المريض يمكن أن يستخدم هذه الصينية لعلاج الفلورايد ووضعها فوق أسنانه طوال الليل.

### الطلاء
طلاء الفلورايد لديه فائدة عملية إضافية على المواد الهلامية في سهولة التطبيق، والطعم الغير مؤذٍ, و استخدام كميات أقل من الفلورايد من الكميات المطلوبة في المواد الهلامية. الطلاء مقصود لنفس مجموعة المرضى الذين يستخدمون المواد الهلامية والرغوة. و ليس هنالك دليل منشور يدل على أن الفلورايد المطليّ هو عامل مؤثر على تفلور طبقة المينا. الطلاء يستخدم مع فرشاة ويجف خلال ثواني. التطبيق الموضعي للفلور أعطى نتائج أفضل من التطبيق النظامي بدرجة عالية.

### أدوات بطيئة الإطلاق
الأجهزة التي تطلق الفلورايد ببطئ يمكن أن تزرع على سطح السن، بشكل تقليدي على الضرس من الجهة الغير ظاهرة والتي لا تتداخل مع عملية المضغ. النوعين الأساسين هما الغشاء البوليمر وحبة الزجاج. هذه الأدوات فعالة في زيادة تركيز الفلورايد وفي منع التسوس، لكن لديها مشاكل في القدرة على الاحتفاظ بهم، حيث أنه هذه الأجهزة تسقط بتكرار.

### حبوب الدواء المحلاة
حبوب الدواء المحلاة المتفلورة ممكن أن تحتوي على 1 ميليجرام من الفلورايد، وتوضع في الفم وتمتص. الحبة المحلاة الذائبة تبلع ببطئ، لذلك استعمالها موضعي ونظامي بنفس الوقت. أظهرت دراسة مقارنة أجريت عام 1995 التأثيرات لحبوب الدواء المحلاة المتفلورة والحبوب المتفلورة وأعطت دليلاً واضحاً على أن الفلورايد يستخدم بشكل موضعي.

### المكملات الطبية

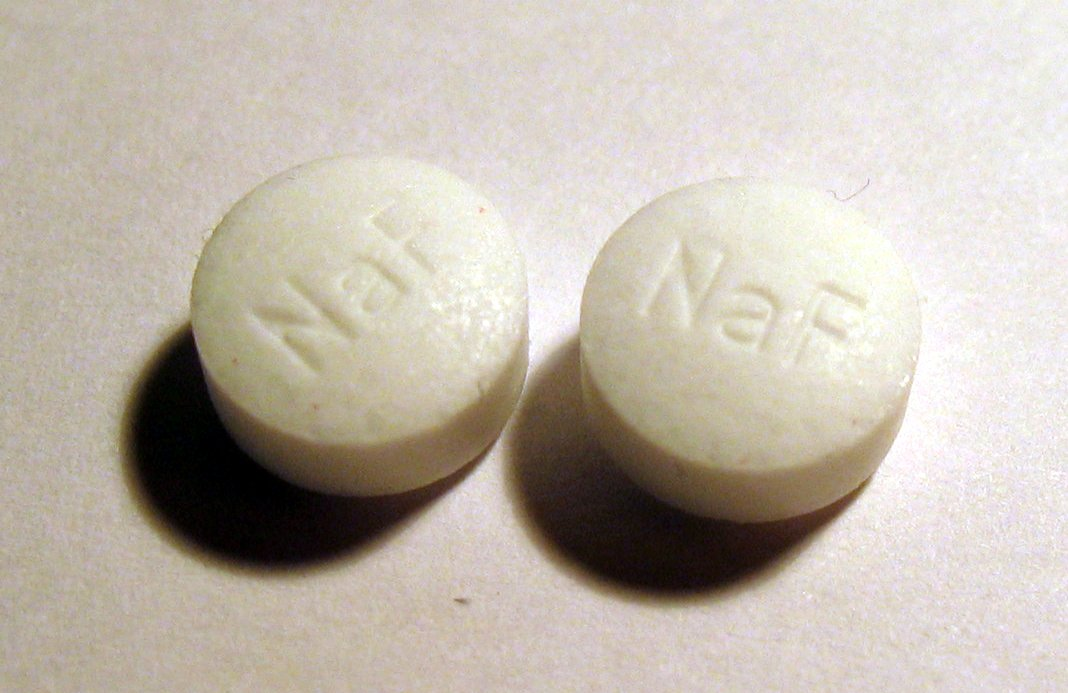
يباع الفلورايد على شكل أقراص وذلك لحماية التجاويف السنيّة.

المكملات الطبية على شكل حبوب دواء، حبوب محلاة، أو سوائل (تتضمن الفلورايد والفيتامينات) تستخدم بشكل أساسي للأطفال في المناطق التي لا تستخدم فيها المياه المتفلورة. الدليل الذي يدعم فاعلية هذا العلاج مع الأسنان اللبنية ضعيف. المكملات تمنع التسوس في الأسنان الدائمة. من الآثار الجانبية الواضحة لهذا العلاج هو درجة قليلة إلى معتدلة من تسمم الأسنان بالفلور.

### المؤشرات لعلاج الفلورايد
عوامل المخاطرة عند الفرد وسبب العلاج سوف يحددان طريقة العلاج بالفلورايد. استشر طبيب الأسنان قبل البدء بأية علاج. أسباب العلاج بالفلورايد تتضمن:
- بقع بيضاء.
- تطور تلف الأسنان عند المرضى بخطورة معتدلة إلى عالية.
- تلف نشط.
- تقويم الأسنان.
- حماية إضافية إذا كانت ضرورية للأطفال الذين لا يشربون مياه متفلورة.
- للتقليل من حساسية الأسنان.
- حماية سطح الجذور.
- تركيز لعاب قليل.

## المخاطر الصحية

### الجرعة المفرطة
استهلاك كمية كبيرة من الفلورايد يمكن أن يؤدي إلى التسمم تسمم بالفلورايد والموت: الجرعة المميتة لمعظم البالغين تقدر من 5 إلى 10 جرامات (مما يعادل 32-64 ملج/كغ من الفلورايد/كغ من وزن الجسم). هضم الفلورايد يمكن أن ينتج مشاكل هضمية على جرعة أقل ب 15 إلى 20 مرة على الأقل (0.2-0.3 ملغ/كغ) من الجرعات المميتة.
الأخذ المزمن والتعرض الموضعي قد يسبب تفلور الأسنان، والتعرض المفرط النظامي ممكن أن يؤدي إلى تأثيرات نظامية مثل تفلور الهيكل العظمي.
الأطفال الصغار في عرضة للخطر عند تلقيهم جرعة زائدة من الفلورايد، والمنظمة الأمريكية لأطباء الأسنان ((ADA نشرت مؤخراً دليلاً مرحلياً عن استهلاكهم من الفلورايد.
في عام 1974، ابتلع طفل ذو ثلاثة أعوام 45 مليليتر من محلول فلورايد 2%, أي ثلاثة أضعاف الجرعة المميتة، ومن ثم توفيّ. الفلورايد كان قد تم بلعه خلال زيارته الأولى لطبيب الأسنان، وتم الكشف لاحقاً أن العيادة كانت مسؤولةً قانونياً عن موت الطفل.

### التفلور
معظم التفلور معتدل وتجميلي، لكن الفرصة لتفلور شديد تزداد مع ازدياد التعرض للفلورايد. تقرير حديث تم نشره من قبل مجلس البحوث الوطنية ينص على أن التفلور الشديد يمكن أن يعد «تأثير سام» يزيد من انتشار التسوس، لكنه التفلور الشديد أمرمستبعد مع الاستخدام الطبيعي للعلاج بالفلورايد.

## الجدول لتحويل الفلورايد
| (APF (10)(%)(1000   | ppm    |
| 1.0%                | 10,000 |
| 1.23%               | 12,300 |
| (NaF (4.5)(%)(1000  | ppm    |
| 0.05%               | 225    |
| 0.20%               | 900    |
| 0.44%               | 1,980  |
| 1.0%                | 4,500  |
| 1.1%                | 4,950  |
| 2.0%                | 9,000  |
| 5.0%                | 22,500 |
| (SnF2 (2.4)(%)(1000 | ppm    |
| 0.40%               | 960    |
| 0.63%               | 1,512  |
| ------------------- | ------ |